# Daniel Friberg (łyżwiarz)
Daniel Joel Friberg (ur. 10 lipca 1986 w Motala) – szwedzki łyżwiarz szybki, srebrny medalista mistrzostw świata.

## Kariera
Największy sukces w karierze Daniel Friberg osiągnął w 2009 roku, kiedy wspólnie z Joelem Erikssonem i Johanem Röjlerem zdobył srebrny medal w biegu drużynowym podczas dystansowych mistrzostw świata w Richmond. Był to jedyny medal wywalczony przez niego na międzynarodowej imprezie tej rangi. Na tych mistrzostwach osiągnął też najlepszy wynik indywidualny, zajmując dziewiętnaste miejsce w biegu na 1500 m. W 2010 roku brał udział w igrzyskach olimpijskich w Vancouver, gdzie zajął 25. miejsce na dystansie 1500 m, a w drużynie był siódmy. Nigdy nie stanął na podium indywidualnych zawodów Pucharu Świata, jednak w drużynie dokonał tego dwukrotnie. Najlepsze wyniki osiągnął w sezonie 2008/2009, kiedy zajął 23. miejsce w klasyfikacji końcowej 1500 m. W 2011 roku zakończył karierę.